# Livio La Padula
Livio La Padula (Vico Equense, 20 novembre 1985) è un canottiere italiano, vincitore di tre campionati mondiali nel canottaggio.
Inizia la sua attività agonistica nel 1996 al C.N Stabia grazie a suo padre/allenatore Antonio La Padula. La sua squadra attuale è il G.S. Fiamme Oro con l'allenatore Walter Molea. È inoltre allenatore presso la Società Canottieri Ceresio a Gandria, nel Canton Ticino

## Palmares
Dal 2001 al 2013 partecipa a 15 campionati del mondo conquistando quattro medaglie di bronzo, tre medaglie d'argento e e due medaglie d'oro nella specialità del 4- pl e 8+ pl; campione europeo nel 2010 in 8+ pl e 14 titoli tricolori conquistati.
| Anno | Categoria | Specialità      | Piazzamento |
| ---- | --------- | --------------- | ----------- |
| 2001 | Junior    | 4-              | 6°          |
| 2003 | Junior    | 4-              | 4°          |
| 2002 | Junior    | 4-              | 3°          |
| 2004 | Assoluti  | 8 pesi leggeri  | 2°          |
| 2004 | Under 23  | 4 di coppia     | 3°          |
| 2006 | Assoluti  | 8 pesi leggeri  | 1°          |
| 2006 | Under 23  | 4- pesi leggero | 1°          |
| 2007 | Under 23  | 4- pesi leggeri | 5°          |
| 2007 | Assoluti  | 8 pesi leggeri  | 3°          |
| 2008 | Assoluti  | 8 pesi leggeri  | 4°          |
| 2009 | Assoluti  | 8 pesi leggeri  | 1°          |
| 2010 | Assoluti  | 8 pesi leggeri  | 3°          |
| 2011 | Assoluti  | 8 pesi leggeri  | 2°          |
| 2012 | Assoluti  | 8 pesi leggeri  | 2°          |
| 2013 | Assoluti  | 4- pesi leggeri | 7°          |
| 2014 | Assoluti  | 8 pesi leggeri  | 2°          |

Partecipazioni a Giochi Olimpici
| Anno | Sede           | Specialità      | Piazzamento |
| ---- | -------------- | --------------- | ----------- |
| 2016 | Rio de Janeiro | 4- pesi leggeri | 4°          |